# Holger Tornøes Passage
Holger Tornøes Passage er en lille vej åbnet i 2005 øst for Frederiksberg Gymnasium. Under passagen ligger Cityringens Frederiksberg Station.
Vejen er opkaldt efter arkitekt  Holger Tornøe, der var stifter af FDF i 1902. Passagen munder ud i Sylows Allé, hvor den nu nedrevne villa i nummer 15 var Tornøes hjem og hvor ideen til FDF blev skabt. Passagen var en markering i forbindelse med FDFs 100 års jubilæum i 2002 og blev åbnet i 2005 ved områdets etablering.
|  | Denne artikel om lokaliteten Holger Tornøes Passage kan blive bedre, hvis der indsættes et (bedre) billede. Du kan hjælpe ved at afsøge Wikimedia Commons for et passende billede eller lægge et op på Wikimedia Commons med en af de tilladte licenser og indsætte det i artiklen. |

55°40′50.49″N 12°31′56.48″Ø / 55.6806917°N 12.5323556°Ø